# U.S. Senior Open
L’ U.S. Senior Open est l’un des cinq tournois majeurs de golf senior, mis en place en 1980 .  Il est organisé par la United States Golf Association (USGA) et est reconnu comme un championnat majeur par le PGA Champions Tour et par le circuit senior européen . L'âge minimum requis était de 55 ans en 1980, mais a été réduit à 50 ans pour la deuxième édition en 1981  en conformité avec l'âge standard pour les tournois de golf professionnels seniors chez les hommes. Par définition, l’événement est ouvert à tous, mais a cependant été dominé par des professionnels ; jusqu'en 2019, toutes les éditions ont été remportées par des pros. Comme d’autres championnats de l'USGA, il a été joué sur de nombreux parcours différents à travers les États-Unis.

## Histoire et caractéristiques de l'épreuve
Les joueurs remplissant les conditions ci-dessous sont dispensés de se qualifier pour l'US Senior Open, à condition d'avoir au moins 50 ans le jour de l'ouverture du tournoi. Les catégories amateurs exigent que le joueur soit toujours amateur le jour de l'ouverture du tournoi, hormis pour les anciens champions de l'US Amateur ou du British Amateur 
- Tout ancien vainqueur de l'US Senior Open
- Vainqueurs des principaux championnats des 10 dernières années
- Vainqueurs de l’un des amateurs américains des 10 dernières années et finalistes de l’année précédente
- Gagnants du championnat senior de la PGA au cours des 10 dernières années
- Vainqueur du Championnat Senior Open au cours des quatre dernières années
- Top 15 de l'US Senior Open de l'année précédente
- Tout amateur complétant 72 trous lors du dernier US Open
- Amateur le mieux classé lors du dernier US Senior Open
- Vainqueur et finaliste de l' US Senior Amateur de l'année précédente
- Membres des équipes de la Walker Cup et du Eisenhower Trophy lors des deux dernières compétitions
- Membres des équipes de la Ryder Cup et de la Presidents Cup pour les cinq dernières compétitions
- Top 30 de la liste des champions de l'année précédente du PGA Tour Champions, top 20 de la liste actuelle
- Top 50 des leaders de la liste des champions de carrière des PGA Tour Champions
- Gagnants des épreuves des champions du circuit de la PGA au cours des trois dernières années
- Top six de la liste des fonds de l'année précédente du European Senior Tour
- Top deux de la liste de l'année précédente du Japan Seniors Tour
- Gagnants des tournois de la PGA au cours des cinq dernières années
- Gagnants de l'US Open au cours des dix premières années d'admissibilité
- Exemption unique pour tout vainqueur d'un grand championnat, amateur américain ou amateur britannique . 
  - Les gagnants de championnats amateurs devenus professionnels peuvent utiliser cette exemption.

Des exemptions spéciales sont accordées à l'occasion et, à l'instar d'autres événements de la USGA, bon nombre d'entre elles se qualifient via les rangs locaux et des sections.
Comme les autres tournois majeurs, les joueurs doivent faire le parcours à pied, à moins de bénéficier d'une exemption médicale pour utiliser une voiturette. Les gagnants sont qualifiés pour l'US Open de l'année suivante.
Le format du playoff en cas d'égalité a été modifié pour 2018, passant de trois à deux trous globaux, suivis de la mort subite. Les séries éliminatoires à trois trous ont été utilisées en 2002 et 2014; La finale de 18 trous à l'US Senior Open avait lieu en 1991, remportée par Jack Nicklaus.

## Vainqueurs
| Année | Vainqueur                                           | Pays                                                | Parcours                                            | Lieu                                                | Score                                               | Marge de victoire                                   | Second(s)                                           | Gains ($)                                           | gains du vainqueur                                  |
| ----- | --------------------------------------------------- | --------------------------------------------------- | --------------------------------------------------- | --------------------------------------------------- | --------------------------------------------------- | --------------------------------------------------- | --------------------------------------------------- | --------------------------------------------------- | --------------------------------------------------- |
| 2024  | Richard Bland                                       | Angleterre                                          | Newport                                             | Newport, Rhode Island                               | 267 (-13)                                           | Playoff                                             | Hiroyuki Fujita                                     | 4,000,000                                           | 720,000                                             |
| 2023  | Bernhard Langer (2)                                 | Allemagne                                           | SentryWorld Golf Course                             | Stevens Point, Wisconsin                            | 277 (-7)                                            | 2 coups                                             | Steve Stricker                                      | 4,000,000                                           | 720,000                                             |
| 2022  | Pádraig Harrington                                  | République d'Irlande                                | Saucon Valley (Old Course)                          | Bethlehem, Pennsylvania                             | 274 (-10)                                           | 1 coup                                              | Steve Stricker                                      | 4,000,000                                           | 720,000                                             |
| 2021  | Jim Furyk                                           | États-Unis                                          | Omaha                                               | Omaha, Nebraska                                     | 273 (−7)                                            | 3 coups                                             | Retief Goosen Mike Weir                             | 4,000,000                                           | 720,000                                             |
| 2020  | Tournoi annulé en raison de la pandémie de COVID-19 | Tournoi annulé en raison de la pandémie de COVID-19 | Tournoi annulé en raison de la pandémie de COVID-19 | Tournoi annulé en raison de la pandémie de COVID-19 | Tournoi annulé en raison de la pandémie de COVID-19 | Tournoi annulé en raison de la pandémie de COVID-19 | Tournoi annulé en raison de la pandémie de COVID-19 | Tournoi annulé en raison de la pandémie de COVID-19 | Tournoi annulé en raison de la pandémie de COVID-19 |
| 2019  | Steve Stricker                                      | États-Unis                                          | Warren Golf Course, U of Notre Dame                 | South Bend, Indiana                                 | 261 (−19)                                           | 6 coups                                             | USA Jerry Kelly USA David Toms                      | 4,000,000                                           | 720,000                                             |
| 2018  | David Toms                                          | États-Unis                                          | Broadmoor Golf Club                                 | Colorado Springs, Colorado                          | 277 (−3)                                            | 1 coup                                              | Miguel Ángel Jiménez Jerry Kelly Tim Petrovic       | 4,000,000                                           | 720,000                                             |
| 2017  | Kenny Perry (2)                                     | États-Unis                                          | Salem Country Club                                  | Peabody, Massachusetts                              | 264 (−16)                                           | 2 coups                                             | Kirk Triplett                                       | 4,000,000                                           | 720,000                                             |
| 2016  | Gene Sauers                                         | États-Unis                                          | Scioto Country Club                                 | Upper Arlington, Ohio                               | 277 (−3)                                            | 1 coup                                              | Miguel Ángel Jiménez Billy Mayfair                  | 3,750,000                                           | 675,000                                             |
| 2015  | Jeff Maggert                                        | États-Unis                                          | Del Paso Country Club                               | Sacramento, California                              | 270 (−10)                                           | 2 coups                                             | Colin Montgomerie                                   | 3,750,000                                           | 675,000                                             |
| 2014  | Colin Montgomerie                                   | Écosse                                              | Oak Tree National                                   | Edmond, Oklahoma                                    | 279 (−5)                                            | Playoff                                             | Gene Sauers                                         | 3,500,000                                           | 630,000                                             |
| 2013  | Kenny Perry                                         | États-Unis                                          | Omaha Country Club                                  | Omaha, Nebraska                                     | 267 (−13)                                           | 5 coups                                             | Fred Funk                                           | 2,750,000                                           | 500,000                                             |
| 2012  | Roger Chapman                                       | Angleterre                                          | Indianwood Golf and Country Club                    | Lake Orion, Michigan                                | 270 (−10)                                           | 2 coups                                             | Fred Funk Bernhard Langer Tom Lehman Corey Pavin    | 2,750,000                                           | 500,000                                             |
| 2011  | Olin Browne                                         | États-Unis                                          | Inverness Club                                      | Toledo, Ohio                                        | 269 (−15)                                           | 3 coups                                             | Mark O'Meara                                        | 2,750,000                                           | 500,000                                             |
| 2010  | Bernhard Langer                                     | Allemagne                                           | Sahalee Country Club                                | Sammamish, Washington                               | 272 (−8)                                            | 3 coups                                             | Fred Couples                                        | 2,600,000                                           | 470,000                                             |
| 2009  | Fred Funk                                           | États-Unis                                          | Crooked Stick Golf Club                             | Carmel, Indiana                                     | 268 (−20)                                           | 6 coups                                             | Joey Sindelar                                       | 2,600,000                                           | 470,000                                             |
| 2008  | Eduardo Romero                                      | Argentine                                           | Broadmoor Golf Club                                 | Colorado Springs, Colorado                          | 274 (−6)                                            | 4 coups                                             | Fred Funk                                           | 2,600,000                                           | 470,000                                             |
| 2007  | Brad Bryant                                         | États-Unis                                          | Whistling Straits, Straits Course                   | Haven, Wisconsin                                    | 282 (−6)                                            | 3 coups                                             | Ben Crenshaw                                        | 2,600,000                                           | 470,000                                             |
| 2006  | Allen Doyle (2)                                     | États-Unis                                          | Prairie Dunes Golf Club                             | Hutchinson, Kansas                                  | 272 (−8)                                            | 2 coups                                             | Tom Watson                                          | 2,600,000                                           | 470,000                                             |
| 2005  | Allen Doyle                                         | États-Unis                                          | NCR Country Club, South Course                      | Kettering, Ohio                                     | 274 (−10)                                           | 1 coup                                              | Loren Roberts D. A. Weibring                        | 2,600,000                                           | 470,000                                             |
| 2004  | Peter Jacobsen                                      | États-Unis                                          | Bellerive Country Club                              | St. Louis, Missouri                                 | 272 (−12)                                           | 1 coup                                              | Hale Irwin                                          | 2,600,000                                           | 470,000                                             |
| 2003  | Bruce Lietzke                                       | États-Unis                                          | Inverness Club                                      | Toledo, Ohio                                        | 207 (−6)                                            | 2 coups                                             | Tom Watson                                          | 2,600,000                                           | 470,000                                             |
| 2002  | Don Pooley                                          | États-Unis                                          | Caves Valley Golf Club                              | Owings Mills, Maryland                              | 274 (−10)                                           | Playoff                                             | Tom Watson                                          | 2,500,000                                           | 450,000                                             |
| 2001  | Bruce Fleisher                                      | États-Unis                                          | Salem Country Club                                  | Peabody, Massachusetts                              | 280 (E)                                             | 1 coup                                              | Isao Aoki Gil Morgan                                | 2,400,000                                           | 430,000                                             |
| 2000  | Hale Irwin (2)                                      | États-Unis                                          | Saucon Valley Country Club, Old Course              | Bethlehem, Pennsylvania                             | 267 (−17)                                           | 3 coups                                             | Bruce Fleisher                                      | 2,250,000                                           | 400,000                                             |
| 1999  | Dave Eichelberger                                   | États-Unis                                          | Des Moines Golf and Country Club                    | West Des Moines, Iowa                               | 281 (−7)                                            | 3 coups                                             | Ed Dougherty                                        | 1,750,000                                           | 315,000                                             |
| 1998  | Hale Irwin                                          | États-Unis                                          | Riviera Country Club                                | Pacific Palisades, California                       | 285 (+1)                                            | 1 coup                                              | Vicente Fernández                                   | 1,500,000                                           | 267,500                                             |
| 1997  | Graham Marsh                                        | Australie                                           | Olympia Fields Country Club                         | Olympia Fields, Illinois                            | 280 (E)                                             | 1 coup                                              | John Bland                                          | 1,300,000                                           | 232,500                                             |
| 1996  | Dave Stockton                                       | États-Unis                                          | Canterbury Golf Club                                | Beachwood, Ohio                                     | 277 (−11)                                           | 2 coups                                             | Hale Irwin                                          | 1,200,000                                           | 212,500                                             |
| 1995  | Tom Weiskopf                                        | États-Unis                                          | Congressional Country Club, Blue Course             | Bethesda, Maryland                                  | 275 (−13)                                           | 4 coups                                             | Jack Nicklaus                                       | 1,000,000                                           | 175,000                                             |
| 1994  | Simon Hobday                                        | Afrique du Sud                                      | Pinehurst Resort, No. 2 Course                      | Pinehurst, North Carolina                           | 274 (−10)                                           | 1 coup                                              | Jim Albus Graham Marsh                              | 800,000                                             | 145,000                                             |
| 1993  | Jack Nicklaus (2)                                   | États-Unis                                          | Cherry Hills Country Club                           | Cherry Hills Village, Colorado                      | 278 (−6)                                            | 1 coup                                              | Tom Weiskopf                                        | 700,000                                             | 135,330                                             |
| 1992  | Larry Laoretti                                      | États-Unis                                          | Saucon Valley Country Club, Old Course              | Bethlehem, Pennsylvania                             | 275 (−9)                                            | 4 coups                                             | Jim Colbert                                         | 700,000                                             | 130,000                                             |
| 1991  | Jack Nicklaus                                       | États-Unis                                          | Oakland Hills Country Club, South Course            | Birmingham, Michigan                                | 282 (+2)                                            | Playoff                                             | Chi-Chi Rodríguez                                   | 600,000                                             | 110,000                                             |
| 1990  | Lee Trevino                                         | États-Unis                                          | Ridgewood Country Club                              | Paramus, New Jersey                                 | 275 (−13)                                           | 2 coups                                             | Jack Nicklaus                                       | 500,000                                             | 90,000                                              |
| 1989  | Orville Moody                                       | États-Unis                                          | Laurel Valley Golf Club                             | Ligonier, Pennsylvania                              | 279 (−9)                                            | 2 coups                                             | Frank Beard                                         | 450,000                                             | 80,000                                              |
| 1988  | Gary Player (2)                                     | ZAF                                                 | Medinah Country Club, Course No. 3                  | Medinah, Illinois                                   | 288 (E)                                             | Playoff                                             | Bob Charles                                         | 400,000                                             | 65,000                                              |
| 1987  | Gary Player                                         | ZAF                                                 | Brooklawn Country Club                              | Fairfield, Connecticut                              | 270 (−14)                                           | 6 coups                                             | Doug Sanders                                        | 300,000                                             | 47,000                                              |
| 1986  | Dale Douglass                                       | États-Unis                                          | Scioto Country Club                                 | Columbus, Ohio                                      | 279 (−9)                                            | 1 coup                                              | Gary Player                                         | 275,000                                             | 42,500                                              |
| 1985  | Miller Barber (3)                                   | États-Unis                                          | Edgewood Tahoe Golf Course                          | Stateline, Nevada                                   | 285 (−3)                                            | 4 coups                                             | Roberto De Vicenzo                                  | 225,000                                             | 40,199                                              |
| 1984  | Miller Barber (2)                                   | États-Unis                                          | Oak Hill Country Club, East Course                  | Pittsford, New York                                 | 286 (−2)                                            | 2 coups                                             | Arnold Palmer                                       | 200,000                                             | 36,448                                              |
| 1983  | Billy Casper                                        | États-Unis                                          | Hazeltine National Golf Club                        | Chaska, Minnesota                                   | 288 (+4)                                            | Playoff                                             | Rod Funseth                                         | 175,000                                             | 30,566                                              |
| 1982  | Miller Barber                                       | États-Unis                                          | Portland Golf Club                                  | Portland, Oregon                                    | 282 (−2)                                            | 4 coups                                             | Gene Littler Dan Sikes                              | 150,000                                             | 28,648                                              |
| 1981  | Arnold Palmer                                       | États-Unis                                          | Oakland Hills Country Club, South Course            | Birmingham, Michigan                                | 289 (+9)                                            | Playoff                                             | Billy Casper Bob Stone                              | 149,000                                             | 26,000                                              |
| 1980  | Roberto De Vicenzo                                  | Argentine                                           | Winged Foot Golf Club, East Course                  | Mamaroneck, New York                                | 285 (+1)                                            | 4 coups                                             | William C. Campbell (a)                             | 100,000                                             | 20,000                                              |

## Records
Six joueurs ont remporté l'US Senior Open à plusieurs reprises:
3 victoires
- Miller Barber (1982, 1984, 1985)

2 victoires
- Gary Player (1987, 1988)
- Jack Nicklaus (1991, 1993)
- Hale Irwin (1998, 2000)
- Allen Doyle (2005, 2006)
- Kenny Perry (2013, 2017)

Allen Doyle est devenu le vainqueur le plus âgé en 2006, en gagnant deux semaines avant son 58e anniversaire.

## Gagnants des US Open et US Senior Open
Les joueurs suivants ont remporté à la fois l'US Open et l' US Senior Open : 
| Joueur        | US Open                | US Senior Open |
| ------------- | ---------------------- | -------------- |
| Arnold Palmer | 1960                   | 1981           |
| Billy Casper  | 1959, 1966             | 1983           |
| Gary Player   | 1965                   | 1987, 1988     |
| Orville Moody | 1969                   | 1989           |
| Lee Trevino   | 1968, 1971             | 1990           |
| Jack Nicklaus | 1962, 1967, 1972, 1980 | 1991, 1993     |
| Hale Irwin    | 1974, 1979, 1990       | 1998, 2000     |

Palmer (1954) et Nicklaus (1959, 1961) ont également remporté l'US Amateur, auparavant considéré comme un majeur.

## Sites des prochaines éditions
| Année | Lieu                                         | Emplacement            | Rendez-vous     |
| ----- | -------------------------------------------- | ---------------------- | --------------- |
| 2019  | Warren Golf Course, Université de Notre Dame | South Bend, Indiana    | 27 au 30 juin   |
| 2020  | Newport Country Club                         | Newport, Rhode Island  | 25 au 28 juin   |
| 2021  | Omaha Country Club                           | Omaha, Nebraska        | 8 au 11 juillet |
| 2022  | Saucon Valley Country Club                   | Bethléem, Pennsylvanie | 23 au 26 juin   |